# Baltazar Gąbka
Baltazar Gąbka ist eine polnische Animationsserie, die aus zwei Staffeln besteht: Porwanie Baltazara Gąbki (Die Entführung von Balthazar Gąbka) (1969–1970) und Wyprawa Profesora Gąbki (Die Reise des Balthazar Gąbka) (1979–1980). Die Serie ist eine der erfolgreichsten polnischen Animationsserien. Die Buchreihen wurden von 1966 bis 1982 produziert.

## Besetzung
| Schauspieler   | Rolle                      |
| -------------- | -------------------------- |
| Wiktor Sadecki | Wawel-Drache               |
|                | Koch Bartolini Bartłomiej  |
|                | Baltazar Gąbka             |
|                | Krak, der König von Krakau |
| Jerzy Nowak    | Don Pedro                  |

## Buchreihen
| Nr. | Originaltitel            | Deutsche Übersetzung                                     |
| --- | ------------------------ | -------------------------------------------------------- |
| 1   | Porwanie Baltazara Gąbki | Die Entführung des Baltazar Gąbka                        |
| 2   | Misja Profesora Gąbki    | Die Mission von Professor Gąbka                          |
| 3   | Gąbka i latające talerze | Gąbka und die fliegenden Teller, bzw. Gąbka und die UFOs |
| 4   | Przygoda na Rodos        | Abenteuer auf Rodos                                      |

## Handlung

### Staffel 1
Ein berühmter Biologe, Profesor Baltazar Gąbka, reist in das Land der Deszczowców, um Experimente durchführen zu können. Der König von Krakau, Krak, macht sich um ihn Sorgen. Er schickt den Wawel-Drachen und den Koch Bartolini Bartłomiej auf Rettungsmission. Sie fahren in das Land der Deszczowców mit einem Amphibien-Auto. Ihren Spuren folgt der Deszczowców-Spion Don Pedro.

### Staffel 2
Baltazar Gąbka plant weitere Erkundungen. Somit machen sich der Wawel-Drache und der Koch Bartolini Bartłomiej wieder auf Reisen. Die Deszczowcy sind im Gefängnis und Don Pedro, der Spion, befreit sie. Somit folgen sie den Spuren des Wawel-Drachens, Bartolini Bartłomiejs und den anderen. Die zweite Staffel basiert auf dem Buch Misja profesora Gąbki (Die Mission des Professor Gąbka).

## Produktion und Ausstrahlung
Die erste Staffel basiert auf dem Buch aus dem Jahr 1966, das denselben Namen trägt. Die zweite Staffel basiert ebenfalls auf einem Buch. Insgesamt wurden vier Bücher geschrieben: Porwanie Baltazara Gąbki, Misja Baltazara Gąbki, Gąbka i latające Talerze und Przygoda na Rodos. Allerdings wurden die letzten beiden Bücher nicht in Animations-Folgen umgesetzt.
Die Serie über die Entführung kann man in Polen u. a. auf TVP1, TVP2, TVP Polonia, Kino Polska, MiniMini+, TVS, Polsat JimJam, TVP ABC, Puls 2, Metro und vielen weiteren Sendern sehen.

## Episodenliste
| Nr.                   | Originaltitel                   |
| Staffel 1 (1969–1970) | Staffel 1 (1969–1970)           |
| --------------------- | ------------------------------- |
| 1                     | Smok - Expedition               |
| 2                     | W zbójedzkim obozie             |
| 3                     | Oberża Pod Wesołym Karakonem    |
| 4                     | Spotkanie ze Smokiem Mlekopijem |
| 5                     | W krainie Króla Słoneczko       |
| 6                     | Ucieczka                        |
| 7                     | W krainie Bo-Bo                 |
| 8                     | Przez trzy Morza                |
| 9                     | Przez kraj Deszczowców          |
| 10                    | Zdobycie pałacu                 |
| 11                    | Nocna bitwa                     |
| 12                    | Don Pedro                       |
| 13                    | Kierunek Kraków                 |
| Staffel 2 (1979–1980) |                                 |
| 1                     | Tajemnicza noc                  |
| 2                     | Pierwszy Myping                 |
| 3                     | Ucieczka Deszczowców            |
| 4                     | Odkrycie                        |
| 5                     | U zbójców                       |
| 6                     | W Nastrucji                     |
| 7                     | Zatrute źródło                  |
| 8                     | Zagrożenie                      |
| 9                     | Pułapka                         |
| 10                    | Śladem wielkiej rzeki           |
| 11                    | Bananowy kraj                   |
| 12                    | Jak to ze smokiem było          |
| 13                    | Powrót                          |